# Senryū
Das Senryū (japanisch 川柳) ist eine dem Haiku sehr ähnliche japanische Gedichtform. Während das Haiku aber mehr der Natur zugewandt ist, befasst sich das Senryū mehr mit dem Persönlichen, dem Emotionalen. Der Name geht zurück auf Karai Senryū. Die Verse werden in der japanischen Form untereinandergeschrieben.
Wie ein Haiku hat auch das Senryū drei Teile mit traditionell fünf, sieben und fünf Moren (Sprechzeiten). Die meisten Silben zählen eine More; indem sie nämlich aus einem konsonantischen Anlaut mit folgendem Kurzvokal bestehen. Zweimorisch sind auf Nasal auslautende, durch Konsonantenverdoppelung geschlossene sowie langvokalische Silben. Das heißt, konban wa zählt nicht 3, sondern 5 Zeiten, kappa nicht 2, sondern 3, yūrei nicht 2, sondern 4. In der japanischen Silbenschrift entspricht den Zeichen ん /n/, Sokuon <っ> und Silbenlängenzeichen also eine eigene More. In der deutschen Fassung ist die Verslehre umstritten.
Erst in neuerer Zeit erreichten Senryū eine größere Bedeutung. Oft werden sie mit Haiku verwechselt, wenn als einziges Kriterium nur die Morenzahl verwendet wird.